# 塔傑丁·本·賽義德·馬松德
塔傑丁·本·賽義德·馬松德（法語：Tadjidine Ben Said Massounde，1933年—2004年2月29日）是葛摩政治家，並且曾在1996年3月27日至1996年12月27日葛摩總理。1998年11月6日穆罕默德·塔基·阿卜杜勒-卡里姆逝世後，便由馬松德繼任成為臨時葛摩總統。但是在1999年4月30日時，由於阿扎利·阿蘇馬尼發動軍事政變造成其所領導的葛摩政府遭到推翻。